# Friedrich Julius Neumann

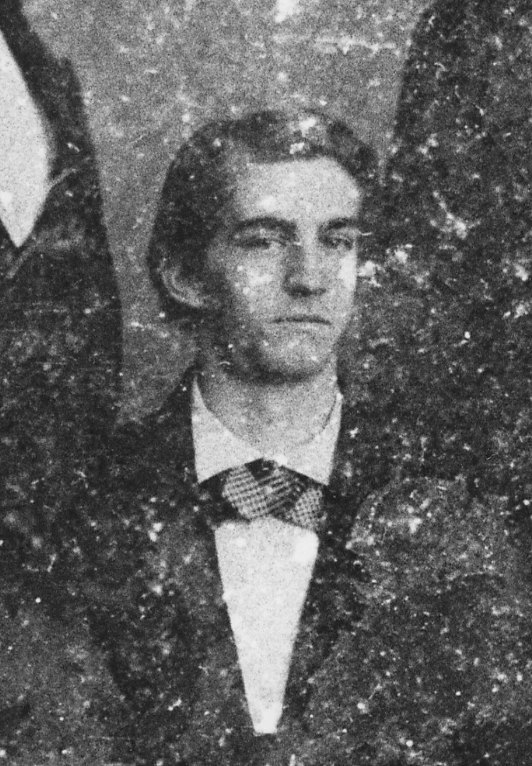
Friedrich Julius Neumann, um 1860

Friedrich Julius von Neumann (* 12. Oktober 1835 in Königsberg; † 15. August 1910 in Freiburg im Breisgau) war ein deutscher Nationalökonom. Sein Rufname war Julius – so unterschrieb er auch offizielle und private Schriften.

## Leben
Als Sohn des Physikers Franz Ernst Neumann besuchte er mit seinen Brüdern, dem Pathologen und Begründer der Hämatologie des 19. Jahrhunderts, Ernst Neumann, und dem Mathematiker Carl Gottfried Neumann, das Altstädtische Gymnasium in Königsberg.
Neumann studierte in Königsberg und in Leipzig Staats- und Rechtswissenschaften, wurde 1864 Regierungsassessor, habilitierte sich 1865 an der Universität Königsberg und wurde 1871 als Professor der Volkswirtschaftslehre an die Universität Basel berufen. 1873 wechselte er an die Albert-Ludwigs-Universität Freiburg. Von 1876 bis 1909 hatte er den Lehrstuhl für Nationalökonomie an der Universität Tübingen inne.
Intensiv beschäftigte Neumann sich mit der Formulierung der „Grundbegriffe zur Volkswirtschaftslehre“. Weiter war er mit Adolph Wagner einer der ersten deutschen Finanztheoretiker. Wie aus den Titeln seiner Veröffentlichungen hervorgeht, beschäftigten ihn auch sozialpolitische Fragen. Er war Mitglied der Deutschen Partei.
Julius Neumann verheiratete sich am 20. April 1868 mit Florentine Susanne Tamnau (* 23. Oktober 1846 in Königsberg; † 18. Dezember 1927 in Tübingen), Tochter des Justizrats Tamnau in Königsberg. Die Ehe blieb kinderlos. Er verstarb auf einer Reise in Freiburg am 15. August 1910 und wurde auch hier beerdigt.

## Auszeichnungen
1896 wurde Julius von Neumann mit dem Ehrenkreuz des Ordens der württembergischen Krone ausgezeichnet, welches mit dem persönlichen Adelstitel verbunden war.

## Schriften
- Die deutsche Fabrikgesetzgebung (Jena 1873)
- Die progressive Einkommensteuer im Staats- und Gemeindehaushalt (in den Schriften des Vereins für Sozialpolitik, Leipz. 1874)
- Ertragssteuern oder persönliche Steuern vom Einkommen und Vermögen? (Jena 1875)
- Die Steuer (Leipz. 1887, Bd. 1)
- ferner lieferte er zwei Abhandlungen über Grundbegriffe der Volkswirtschaftslehre in Schönbergs „Handbuch der politischen Ökonomie“
- Beiträge zur Geschichte der Bevölkerung in Deutschland (das. 1883 ff.)
- Unsere Kenntnis von den socialen Zuständen um uns. Druck der Friedrich Mauke´schen Officin, Jena 1872
- Betrachtungen zur Kommunalsteuerfrage (1877)
- Untersuchungen über die älteren Auffassungen von der Gerechtigkeit im Steuerwesen. In: Jahrbücher für Nationalökonomie 1888 und 1881
- Die Steuer und das öffentliche Interesse. Leipzig 1887
- Über die Wehrsteuer. Unbekannt 1887
- Über das Verhältnis zwischen Ertrags-, Einkommens- und Vermögenssteuer (1882, 1896, 1897)
- Grundlagen der Volkswirtschaftslehre. Laupp, Tübingen 1889
- Wer ist heute Sozialist? 1902  (aus: Staatsanzeiger für Württemberg Nr. 191 Stuttgart, 18. August 1910)
- Vermögenssteuern und Wertzuwachssteuern als Ergänzung der Einkommensteuer, insbesondere in Württemberg, März 1910